# Indios de la UACJ
Para el equipo de Primera División (Desafiliado), véase Club de Fútbol Indios.
El Club de Fútbol Indios de la Universidad Autónoma de Ciudad Juárez (también conocidos como Indios de la UACJ) fue un equipo de fútbol que participó en la Segunda División de México, en el grupo 1 de la Liga Premier de Ascenso. Tenía como sede el Estadio Olímpico Benito Juárez, en Ciudad Juárez.

## Historia
Después de la desafiliación del  Club de Fútbol Indios, Ciudad Juárez se quedó sin un equipo profesional de fútbol.

Después de los fallidos intentos de mantener un equipo de fútbol profesional para esta frontera, fue la UACJ la que asumió ese liderazgo, sumándose a otras universidades del país que tienen equipos de fútbol profesional.

Por ello, en mayo de 2012, Francisco Javier Sánchez Carlos, rector de la Universidad Autónoma de Ciudad Juárez anunció la integración a la segunda división del fútbol mexicano del Club de Fútbol Indios de la UACJ.

Su debut oficial fue el 18 de agosto con una derrota 3 a 1 frente a Coras de Tepic 
correspondiente al grupo 1 de la Liga, donde milita actualmente.

### Campeón del Torneo de CopaClausura 2014de laSegunda División de México
Con un final cardíaco, con marcador final 4-3, donde los héroes del partido fueron el portero Álan Said Sánchez y el delantero Mizael Antonio Tovar Reyes que metio 2 goles de los 4 y  el equipo de los Indios de la UACJ, se coronó Campeón de la Copa de la Segunda División de México en tanda de penales.

### Desaparición
El último torneo del club fue el Clausura 2016. El club informó a través de un comunicado que el equipo dejaría de participar en la segunda división debido a la falta de apoyo y el no tener la estabilidad económica para sostener la franquicia.
Se conoció que los patrocinadores abandonaron al equipo pues dejaron de ver viable el patrocinio a este equipo de Segunda División cuando en el Ascenso MX se encuentran los Bravos del FC Juárez.

## Estadio
El Estadio Olímpico Benito Juárez es un estadio multi-usos en Ciudad Juárez, México. Con una capacidad de 21,300 personas. Ubicado en el área de El Chamizal. Es usado en su mayoría para partidos de fútbol, conciertos y es el estadio local del FC Juárez.
Fue construido en octubre de 1980 y se inauguró el 12 de mayo de 1981 con un juego de fútbol entre la Selección de fútbol de México y el Club Atlético de Madrid. Es propiedad de la Universidad Autónoma de Ciudad Juárez.
```
                
```

## Rivalidades
Su principal rival fueron los Dorados de la UACH juntos disputaban el 'Clásico estatal universitario', siendo Indios UACJ el mayor ganador.

## Palmarés

### Torneos nacionales
- Campeón del Torneo de Copa Clausura 2014 de la Segunda División de México.